# Triunfo (ort i Brasilien, Rio Grande do Sul, Triunfo, lat -29,94, long -51,72)
Triunfo är en ort i Brasilien.   Den ligger i kommunen Triunfo och delstaten Rio Grande do Sul, i den södra delen av landet, 1 600 km söder om huvudstaden Brasília. Triunfo ligger 22 meter över havet och antalet invånare är 14 749.
Terrängen runt Triunfo är platt. Närmaste större samhälle är Charqueadas, 9,0 km öster om Triunfo.
I omgivningarna runt Triunfo växer huvudsakligen savannskog. Runt Triunfo är det ganska tätbefolkat, med 75 invånare per kvadratkilometer.